# Ermedin Demirović
Ermedin Demirović (Amburgo, 25 marzo 1998) è un calciatore bosniaco, attaccante dello Stoccarda e della nazionale bosniaca.

## Caratteristiche tecniche
Attaccante completo e forte fisicamente, molto rapido, ha un discreto senso tattico ed è dotato di buona tecnica individuale.

## Carriera

### Club
Giovanili
Demirovic è nato e cresciuto in Germania ed è stato formato presso la Nachwuchsleistungszentrum di Amburgo. Nel 2014 è entrato a far parte di RB Lipsia prima under 17 con 15 goal in 25 partite, successivamente con l'under 19 con 26 goal e 8 assist in 57 gare.
Alaves e vari prestiti
Il 30 maggio 2017 viene acquistato dall'Alavés, con cui firma un quadriennale. Ha esordito in prima squadra il 3 gennaio 2018, nella partita degli ottavi di Coppa del Re vinta per 1-3 contro il Formentera, segnando una doppietta.
Il 24 luglio 2018 passa in prestito al Sochaux. In Ligue 2 totalizza 4 goal in 16 partite.
Il 17 gennaio 2019 si trasferisce fino al termine della stagione al San Gallo. Questa parentesi in prestito è molto positiva, mette a segno 14 goal e 7 assist in 28 partite.
Friburgo
Il 5 agosto 2020 viene acquistato dal Friburgo. Il 20 dicembre successivo segna il suo primo goal nella vittoria per 4-1 contro l'Hertha Berlino. Il 9 gennaio 2021 segna con un colpo di testa nel trionfo per 5-0 contro il Colonia. Il 23 gennaio seguente torna al goal nella vittoria contro lo Stoccarda per 2-1.
Augusta
L'8 luglio 2022 firma con l'Augusta. Il 20 agosto successivo segna il suo primo goal nella sconfitta in trasferta per 1-2 contro il Magonza. Il 9 settembre decide con il goal vittoria, la partita contro il Werder Brema. Il 2 ottobre mette a segno la sua prima doppietta in Bundesliga, nella vittoria in trasferta per 2-3 contro lo Schalke 04. Chiude la sua prima stagione con 8 goal e 6 assist in 30 presenze. Nel corso della stagione 2023/2024 viene promosso nel ruolo di capitano dell'Augusta, vive un'annata super totalizzando 15 goal e 10 assist in 33 presenze di Bundesliga.
Stoccarda
Il 16 luglio 2024 viene acquistato dallo Stoccarda per 23 milioni di euro. Il 24 agosto successivo segna il suo primo goal nella vittoria contro il Friburgo in trasferta per 1-3. Realizza due doppiette contro Borussia Monchengladbach e Werder Brema. Il 5 aprile 2025 segna la sua prima tripletta nella vittoria in trasferta contro il Bochum per 0-4, raggiungendo i 13 goal in Bundesliga.

### Nazionale
Fin da giovanissimo nel giro della nazionali giovanili bosniache, è stato il capitano della nazionale under-19 e ha esordito con l'under-21 il 1º settembre del 2017, in occasione della partita di qualificazione all'Europeo 2019 persa per 1-3 contro la Romania.

## Statistiche

### Presenze e reti nei club
Statistiche aggiornate al 18 maggio 2024.
| Stagione        | Squadra         | Campionato      | Campionato | Campionato | Coppe nazionali | Coppe nazionali | Coppe nazionali | Coppe continentali | Coppe continentali | Coppe continentali | Altre coppe | Altre coppe | Altre coppe | Totale | Totale |
| Stagione        | Squadra         | Comp            | Pres       | Reti       | Comp            | Pres            | Reti            | Comp               | Pres               | Reti               | Comp        | Pres        | Reti        | Pres   | Reti   |
| --------------- | --------------- | --------------- | ---------- | ---------- | --------------- | --------------- | --------------- | ------------------ | ------------------ | ------------------ | ----------- | ----------- | ----------- | ------ | ------ |
| 2016-2017       | RB Lipsia II    | RL              | 1          | 1          | -               | -               | -               | -                  | -                  | -                  | -           | -           | -           | 1      | 1      |
| 2017-2018       | Alavés B        | TD              | 12         | 6          | CFS             | 1               | 0               | -                  | -                  | -                  | -           | -           | -           | 13     | 6      |
| 2017-2018       | Alavés          | PD              | 3          | 1          | CR              | 3               | 3               | -                  | -                  | -                  | -           | -           | -           | 6      | 4      |
| 2018-gen. 2019  | Sochaux         | L2              | 16         | 4          | CF+CdL          | 0+1             | 0               | -                  | -                  | -                  | -           | -           | -           | 17     | 4      |
| gen.-giu. 2019  | Almería         | SD              | 13         | 0          | CR              | -               | -               | -                  | -                  | -                  | -           | -           | -           | 13     | 0      |
| 2019-2020       | San Gallo       | SL              | 28         | 14         | CS              | 0               | 0               | -                  | -                  | -                  | -           | -           | -           | 28     | 14     |
| 2020-2021       | Friburgo        | BL              | 30         | 5          | CG              | 2               | 0               | -                  | -                  | -                  | -           | -           | -           | 32     | 5      |
| 2021-2022       | Friburgo        | BL              | 31         | 2          | CG              | 6               | 1               | -                  | -                  | -                  | -           | -           | -           | 37     | 3      |
| Totale Friburgo | Totale Friburgo | Totale Friburgo | 61         | 7          |                 | 8               | 1               |                    | -                  | -                  |             | -           | -           | 69     | 8      |
| 2022-2023       | Augusta         | BL              | 30         | 8          | CG              | 2               | 0               | -                  | -                  | -                  | -           | -           | -           | 32     | 8      |
| 2023-2024       | Augusta         | BL              | 33         | 15         | CG              | 1               | 0               | -                  | -                  | -                  | -           | -           | -           | 34     | 15     |
| Totale Augusta  | Totale Augusta  | Totale Augusta  | 63         | 23         |                 | 3               | 0               |                    | -                  | -                  |             | -           | -           | 66     | 23     |
| 2024-2025       | Stoccarda       | BL              | 19         | 8          | CG              | 3               | 1               | UCL                | 7                  | 1                  | SG          | 1           | 0           | 30     | 10     |
| Totale carriera | Totale carriera | Totale carriera | 216        | 64         |                 | 19              | 5               |                    | 7                  | 1                  |             | 1           | 0           | 243    | 70     |

### Cronologia presenze e reti in nazionale
| Cronologia completa delle presenze e delle reti in nazionale ― Bosnia ed Erzegovina | Cronologia completa delle presenze e delle reti in nazionale ― Bosnia ed Erzegovina | Cronologia completa delle presenze e delle reti in nazionale ― Bosnia ed Erzegovina | Cronologia completa delle presenze e delle reti in nazionale ― Bosnia ed Erzegovina | Cronologia completa delle presenze e delle reti in nazionale ― Bosnia ed Erzegovina | Cronologia completa delle presenze e delle reti in nazionale ― Bosnia ed Erzegovina | Cronologia completa delle presenze e delle reti in nazionale ― Bosnia ed Erzegovina | Cronologia completa delle presenze e delle reti in nazionale ― Bosnia ed Erzegovina |
| Data                                                                                | Città                                                                               | In casa                                                                             | Risultato                                                                           | Ospiti                                                                              | Competizione                                                                        | Reti                                                                                | Note                                                                                |
| ----------------------------------------------------------------------------------- | ----------------------------------------------------------------------------------- | ----------------------------------------------------------------------------------- | ----------------------------------------------------------------------------------- | ----------------------------------------------------------------------------------- | ----------------------------------------------------------------------------------- | ----------------------------------------------------------------------------------- | ----------------------------------------------------------------------------------- |
| 24-3-2021                                                                           | Helsinki                                                                            | Finlandia                                                                           | 2 – 2                                                                               | Bosnia ed Erzegovina                                                                | Qual. Mondiali 2022                                                                 | -                                                                                   | 85’                                                                                 |
| 27-3-2021                                                                           | Zenica                                                                              | Bosnia ed Erzegovina                                                                | 0 – 0                                                                               | Costa Rica                                                                          | Amichevole                                                                          | -                                                                                   |                                                                                     |
| 2-6-2021                                                                            | Sarajevo                                                                            | Bosnia ed Erzegovina                                                                | 0 – 0                                                                               | Montenegro                                                                          | Amichevole                                                                          | -                                                                                   | 65’                                                                                 |
| 6-6-2021                                                                            | Brøndbyvester                                                                       | Danimarca                                                                           | 2 – 0                                                                               | Bosnia ed Erzegovina                                                                | Amichevole                                                                          | -                                                                                   | 64’ 78’                                                                             |
| 1-9-2021                                                                            | Strasburgo                                                                          | Francia                                                                             | 1 – 1                                                                               | Bosnia ed Erzegovina                                                                | Qual. Mondiali 2022                                                                 | -                                                                                   | 72’                                                                                 |
| 7-9-2021                                                                            | Zenica                                                                              | Bosnia ed Erzegovina                                                                | 2 – 2                                                                               | Kazakistan                                                                          | Qual. Mondiali 2022                                                                 | -                                                                                   | 79’                                                                                 |
| 9-10-2021                                                                           | Nur-Sultan                                                                          | Kazakistan                                                                          | 0 – 2                                                                               | Bosnia ed Erzegovina                                                                | Qual. Mondiali 2022                                                                 | -                                                                                   | 80’                                                                                 |
| 12-10-2021                                                                          | Leopoli                                                                             | Ucraina                                                                             | 1 – 1                                                                               | Bosnia ed Erzegovina                                                                | Qual. Mondiali 2022                                                                 | -                                                                                   | 82’                                                                                 |
| 13-11-2021                                                                          | Zenica                                                                              | Bosnia ed Erzegovina                                                                | 1 – 3                                                                               | Finlandia                                                                           | Qual. Mondiali 2022                                                                 | -                                                                                   | 39’                                                                                 |
| 16-11-2021                                                                          | Zenica                                                                              | Bosnia ed Erzegovina                                                                | 0 – 2                                                                               | Ucraina                                                                             | Qual. Mondiali 2022                                                                 | -                                                                                   | 66’ 80’                                                                             |
| 25-3-2022                                                                           | Zenica                                                                              | Bosnia ed Erzegovina                                                                | 0 – 1                                                                               | Georgia                                                                             | Amichevole                                                                          | -                                                                                   | 87’                                                                                 |
| 29-3-2022                                                                           | Zenica                                                                              | Bosnia ed Erzegovina                                                                | 1 – 0                                                                               | Lussemburgo                                                                         | Amichevole                                                                          | -                                                                                   |                                                                                     |
| 11-6-2022                                                                           | Podgorica                                                                           | Montenegro                                                                          | 1 – 1                                                                               | Bosnia ed Erzegovina                                                                | UEFA Nations League 2022-2023 - 1º turno                                            | -                                                                                   | 78’                                                                                 |
| 23-9-2022                                                                           | Zenica                                                                              | Bosnia ed Erzegovina                                                                | 1 – 0                                                                               | Montenegro                                                                          | UEFA Nations League 2022-2023 - 1º turno                                            | 1                                                                                   | 10’                                                                                 |
| 26-9-2022                                                                           | Bucarest                                                                            | Romania                                                                             | 4 – 1                                                                               | Bosnia ed Erzegovina                                                                | UEFA Nations League 2022-2023 - 1º turno                                            | -                                                                                   |                                                                                     |
| 23-3-2023                                                                           | Zenica                                                                              | Bosnia ed Erzegovina                                                                | 3 – 0                                                                               | Islanda                                                                             | Qual. Euro 2024                                                                     | -                                                                                   | 82’                                                                                 |
| 26-3-2023                                                                           | Bratislava                                                                          | Slovacchia                                                                          | 2 – 0                                                                               | Bosnia ed Erzegovina                                                                | Qual. Euro 2024                                                                     | -                                                                                   |                                                                                     |
| 8-9-2023                                                                            | Zenica                                                                              | Bosnia ed Erzegovina                                                                | 2 – 1                                                                               | Liechtenstein                                                                       | Qual. Euro 2024                                                                     | -                                                                                   | 90+3’                                                                               |
| 11-9-2023                                                                           | Reykjavík                                                                           | Islanda                                                                             | 1 – 0                                                                               | Bosnia ed Erzegovina                                                                | Qual. Euro 2024                                                                     | -                                                                                   | 67’                                                                                 |
| 13-10-2023                                                                          | Vaduz                                                                               | Liechtenstein                                                                       | 0 – 2                                                                               | Bosnia ed Erzegovina                                                                | Qual. Euro 2024                                                                     | -                                                                                   |                                                                                     |
| 16-10-2023                                                                          | Zenica                                                                              | Bosnia ed Erzegovina                                                                | 0 – 5                                                                               | Portogallo                                                                          | Qual. Euro 2024                                                                     | -                                                                                   | 46’                                                                                 |
| 16-11-2023                                                                          | Lussemburgo                                                                         | Lussemburgo                                                                         | 4 – 1                                                                               | Bosnia ed Erzegovina                                                                | Qual. Euro 2024                                                                     | -                                                                                   | 46’                                                                                 |
| 19-11-2023                                                                          | Zenica                                                                              | Bosnia ed Erzegovina                                                                | 1 – 2                                                                               | Slovacchia                                                                          | Qual. Euro 2024                                                                     | -                                                                                   |                                                                                     |
| 21-3-2024                                                                           | Zenica                                                                              | Bosnia ed Erzegovina                                                                | 1 – 2                                                                               | Ucraina                                                                             | Qual. Euro 2024                                                                     | -                                                                                   |                                                                                     |
| 3-6-2024                                                                            | Newcastle upon Tyne                                                                 | Inghilterra                                                                         | 3 – 0                                                                               | Bosnia ed Erzegovina                                                                | Amichevole                                                                          | -                                                                                   | cap. 74’                                                                            |
| 9-6-2024                                                                            | Empoli                                                                              | Italia                                                                              | 1 – 0                                                                               | Bosnia ed Erzegovina                                                                | Amichevole                                                                          | -                                                                                   | cap.                                                                                |
| 7-9-2024                                                                            | Eindhoven                                                                           | Paesi Bassi                                                                         | 5 – 2                                                                               | Bosnia ed Erzegovina                                                                | UEFA Nations League 2024-2025 - 1º turno                                            | 1                                                                                   | 76’ 83’                                                                             |
| 10-9-2024                                                                           | Budapest                                                                            | Ungheria                                                                            | 0 – 0                                                                               | Bosnia ed Erzegovina                                                                | UEFA Nations League 2024-2025 - 1º turno                                            | -                                                                                   | 77’                                                                                 |
| 11-10-2024                                                                          | Zenica                                                                              | Bosnia ed Erzegovina                                                                | 1 – 2                                                                               | Germania                                                                            | UEFA Nations League 2024-2025 - 1º turno                                            | -                                                                                   | 90+5’                                                                               |
| 16-11-2024                                                                          | Friburgo in Brisgovia                                                               | Germania                                                                            | 7 – 0                                                                               | Bosnia ed Erzegovina                                                                | UEFA Nations League 2024-2025 - 1º turno                                            | -                                                                                   | 85’                                                                                 |
| 19-11-2024                                                                          | Zenica                                                                              | Bosnia ed Erzegovina                                                                | 1 – 1                                                                               | Paesi Bassi                                                                         | UEFA Nations League 2024-2025 - 1º turno                                            | 1                                                                                   | 86’                                                                                 |
| 21-3-2025                                                                           | Bucarest                                                                            | Romania                                                                             | 0 – 1                                                                               | Bosnia ed Erzegovina                                                                | Qual. Mondiali 2026                                                                 | -                                                                                   |                                                                                     |
| 24-3-2025                                                                           | Zenica                                                                              | Bosnia ed Erzegovina                                                                | 2 – 1                                                                               | Cipro                                                                               | Qual. Mondiali 2026                                                                 | 1                                                                                   |                                                                                     |
| 7-6-2025                                                                            | Zenica                                                                              | Bosnia ed Erzegovina                                                                | 1 – 0                                                                               | San Marino                                                                          | Qual. Mondiali 2026                                                                 | -                                                                                   | cap.                                                                                |
| Totale                                                                              |                                                                                     | Presenze                                                                            | 34                                                                                  |                                                                                     | Reti                                                                                | 4                                                                                   |                                                                                     |

## Palmarès
- Coppa di Germania: 1

Stoccarda: 2024-2025